# Чудаков, Григорий Эммануилович
Григо́рий Эммануи́лович Чудако́в (1903, Калуга — 17 апреля 1933, Ленинград) — советский организатор кинопроизводства, политпросветработник, партийный работник. Директор Ленинградской кинофабрики «Союзкино» (1931—1932).

## Биография
Родился в 1903 году в еврейской семье в Калуге. Отец — мыловар, незадолго до рождения сына перебрался в Калугу и получил право на проживание вне черты оседлости. В семье было четверо детей. В 1914 году пытался поступить в казённое реальное училище, но не смог из-за препон, чинимых выходцам из еврейских семей. В одиннадцатилетнем возрасте вместе с отцом переехал в Палестину в Яффу, поступил в среднюю школу. Однако в том же году вернулся в Россию, учился в частном среднем учебном заведении в Калуге, которое окончил в 1920 году.
После Февральской революции активно включился в политическую жизнь, был членом ученического комитета, ответственным секретарём Калужского губернского исполкома Союза учащихся средних учебных заведений. Член РКП(б) с 1920 года. Одновременно с учёбой работал инструктором Калужского губернского отдела народного образования (ГубОНО), заведующим торговым отделом кооператива, заместителем заведующего отделом снабжения ГубОНО, секретарём Калужского губернского комитета РКП(б).
В 1920—1921 годах учился в Коммунистическом университете имени Я. М. Свердлова (лекторская группа), по окончании которого был направлен в распоряжение Новгородского губернского комитета РКП(б). В 1921—1922 годах — заведующий совпартшколой в Валдае, в 1922—1923 годах — заведующий и преподаватель совпартшколы в Новгороде, заведующий Губернским отделом политического просвещения (Губполитпросветом) в Новгороде.
В 1923 году поступил на правовое отделение факультета общественных наук Петроградского университета, но не окончил его.
В 1924 году — заведующий Домом просвещения имени К. Н. Самойловой, член фабрично-заводского комитета фабрики «Скороход» в Петрограде. В 1925—1926 годах — заведующий Домом просвещения имени К. А. Тимирязева, председатель клубной комиссии Московско-Нарвского райкома ВКП(б), рабочий корреспондент «Красной газеты».  
В 1926—1928 годах — инспектор по лекторской работе подотдела политического просвещения (Политпросвета) Ленинградского губернского (с 1927 года — областного) отдела народного образования. Входил в состав Бюро просветительской работы Государственного Эрмитажа.   
В 1929—1930 годах — заведующий экскурсионно-лекторской базой Политпросвета Ленинградского областного отдела народного образования (ЛООНО). Курировал организацию выставок в музеях Ленинграда и области, в том числе, первую выставку в Исаакиевском соборе; инициировал создание в Музее антропологии и этнографии (МЭИ) экспозиции на тему «Индия и Китай в борьбе за национальную независимость» (1930). Избирался в состав президиума Первого всероссийского музейного съезда (1930).
В 1930—1931 годах — заместитель заведующего Ленинградским областным отделением «Союзкино», В 1931—заместитель директора, в 1931—1932 годах — директор Ленинградской кинофабрики «Союзкино» (с 1932 года — Ленинградской фабрики «Росфильм»). В период руководства Чудаковым кинофабрикой были созданы кинофильмы «Златые горы», «Личное дело», «Сердце Соломона» и другие, шло освоение техники звукового кинематографа. Выступал за изменение «всей системы между производством и прокатом», за создание условий для заинтересованности «фабрики в материальном успехе картин». В 1932 году Ленинградской Контрольной комиссией (КК) ВКП(б) при обследовании финансового состояния Ленинградской кинофабрики были выявлены нарушения в расходовании государственных средств, неудовлетворительное состояние «финансовой, сметной и авансовой дисциплины», Постановлением Президиума Ленинградской КК ВКП(б) от 26 декабря 1932 года дело о привлечении Чудакова к судебной ответственности за допущенные нарушения было направлено в Ленинградскую областную прокуратуру.
С января 1933 года — заместитель директора Государственного театра драмы, утверждён на должность решением Секретариата ЦК ВКП(б).
В 1933 году жена Чудакова, работавшая старшим кассиром в магазине треста «Скотовод», была арестована органами ОГПУ за расхищение социалистической собственности и выслана из Ленинграда. По показаниям свидетелей Чудаков знал о незаконной деятельности своей жены и поощрял её. 16 апреля 1933 года был вызван в Ленинградскую КК ВКП(б) для опроса по вскрывшемуся делу,
В ночь с 16 на 17 апреля 1933 года покончил жизнь самоубийством (застрелился). Решение КК об исключении Чудакова из ВКП(б) было оглашено после его смерти.

## Комментарии
1. ↑  В прокуратуру было передано также дело на помощника директора по финансово-плановым вопросам Игушева. Ряду ответственных работников кинофабрики был объявлен выговор[20].